# El Tocuz
El Tocuz är en ort i Mexiko.   Den ligger i kommunen Tarandacuao och delstaten Guanajuato, i den södra delen av landet, 160 km väster om huvudstaden Mexico City. El Tocuz ligger 2 001 meter över havet och antalet invånare är 192.
Terrängen runt El Tocuz är platt åt nordost, men åt sydväst är den kuperad. Runt El Tocuz är det ganska tätbefolkat, med 104 invånare per kvadratkilometer. Närmaste större samhälle är Maravatío, 11,2 km sydost om El Tocuz. Trakten runt El Tocuz består till största delen av jordbruksmark.